# Cosmetus migdaliae
Cosmetus migdaliae is een hooiwagen uit de familie Cosmetidae.